# モンクロア宮殿
モンクロア宮殿（モンクロアきゅうでん、スペイン語: Palacio de la Moncloa）は、スペインのマドリードモンクロア＝アラバカにあるスペイン首相の官邸である。

## 概要

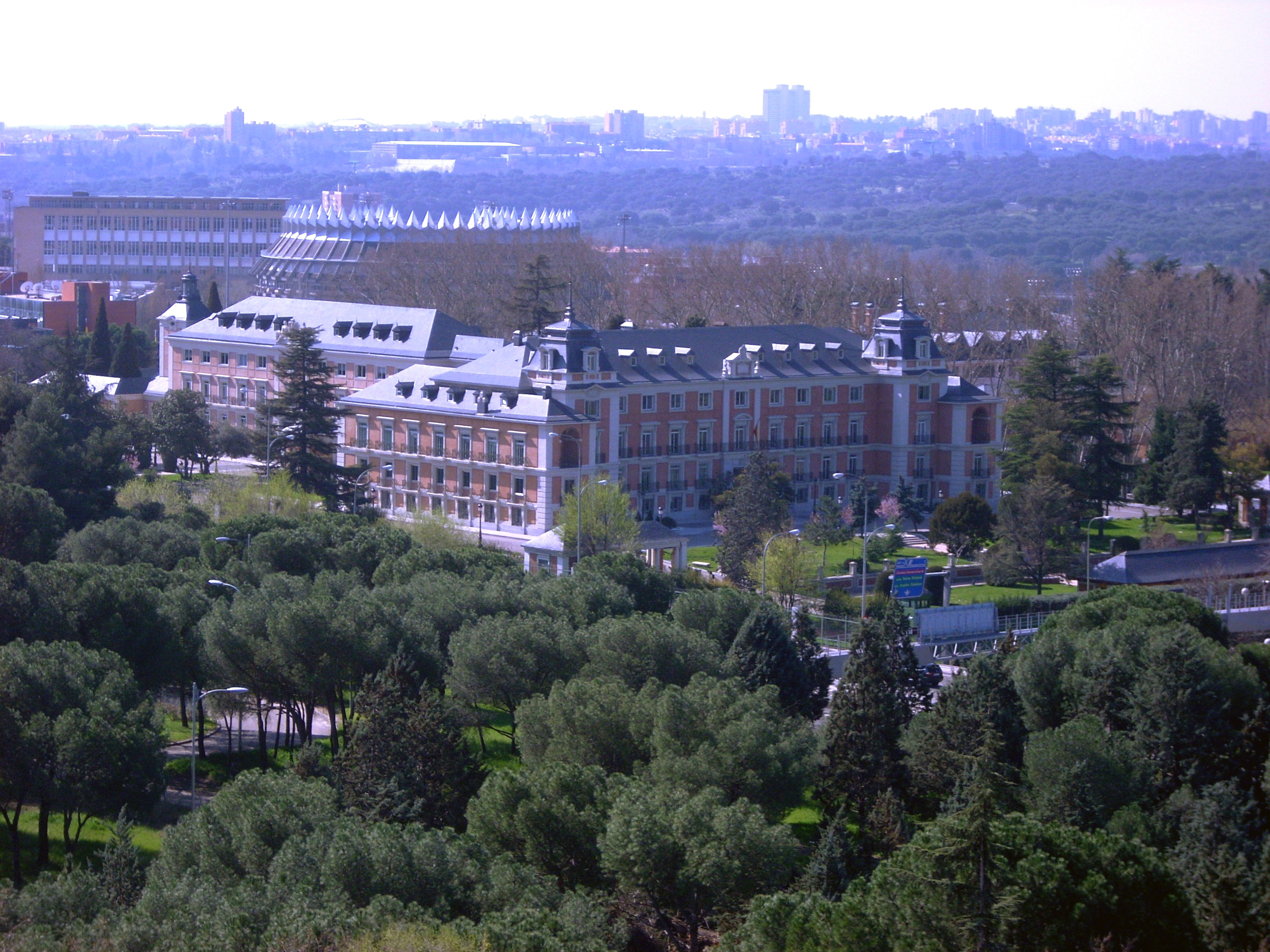
モンクロア宮殿

現在のモンクロア宮殿の敷地は、もともと農地であった。1660年に隣接するモンクロア果樹園を所有していたガスパール・メンデス・デ・アロによって、この農地が購入された。なお、このモンクロア果樹園という名称は、以前この土地を所有していたモンクローバ伯爵に由来する。ガスパールは2つの農地を統合すると、敷地内で一番高い場所に宮殿を建設した。
その後、宮殿は様々な所有者に引き継がれ、1802年にはカルロス4世が取得した。1817年には、フェルナンド7世が宮殿の修復を命じている。さらに30年後にはイサベル2世は所有権を国に譲渡し、勧業省の庁舎の一部として使われた。1929年に再び修復が施され、博物館として使われた。しかし、スペイン内戦による被害で宮殿はほぼ完全に破壊されてしまった。
現在のモンクロア宮殿は、アランフエスにあるカサ・デル・ラブラドールをモデルに、1949年から1953年にかけて建築家のディエゴ・メンデスによって再建されたものである。再建後は、スペインに訪問した外国の国家元首等をもてなす迎賓館として使われた。
1977年、アドルフォ・スアレス首相によって、マドリード中心部のヴィラメジョール宮殿にあった首相官邸がモンクロア宮殿に移転された。